# X21
次世代ユニットX21（じせだいユニット エックス にじゅういち）は、オスカープロモーション主催『全日本国民的美少女コンテスト』（第13回・第14回）のファイナリストで構成される女性アイドルグループ。
2014年3月19日にavex traxからメジャーデビュー。2018年11月30日をもって解散。

## 概要
2012年8月に開催された『第13回全日本国民的美少女コンテスト』に出場したファイナリスト21名から結成。グランプリに選ばれた吉本実憂がリーダーを、小澤奈々花が副リーダーを務める。2016年4月に『第14回全日本国民的美少女コンテスト』のファイナリスト6名が新たに加入。
2017年10月12日、11thシングル以降のCD選抜メンバーを選定。選定基準として個人人気投票、Twitter「いいね」獲得選手権、チームEAST WEST楽曲競争、個人活動、個人意識確認などを吟味した結果、既存の選抜メンバー10名と尾碕真花、川口ゆりな、髙村優香を加えた13名で「CDメンバー」という名で音楽活動の中心メンバーを構成した。以降は「CD選抜」「非選抜」という呼称を改め、「CDメンバー」「CDサポートメンバー」という名の元、柔軟に音楽活動の場もフレキシブルに展開していく体制にするとのこと。リーダーやサブリーダーという制度も廃止し、センターも曲や状況に応じて都度フレキシブルに対応させていくという。『第14回全日本国民的美少女コンテスト』の審査員特別賞を受賞した藤江萌を加えた19名で活動を行う。
グループ名には、Xというアルファベットが「未知の物事」「未知数」「未来」「予測できない力」などの様々な意味合いを持つことから、未知の可能性を秘めた次世代を担うグループになってほしいという意味が込められている。21の読みは「にじゅういち」。公式ロゴでは数字の部分が小さいX21となる。
2017年12月1日より門垣ひかるがメインパーソナリティーを務め、毎回X21のメンバーと対談する番組『X21 iッChaina』を音声プラットフォームアプリ「Himalaya」にて日本語と中国語で配信している。
2018年11月30日をもって解散することが同年10月7日、神奈川・プレミアホールでのイベント中に発表された。11月25日に原宿クエストホールにてラストライブを行った。

## メンバー
※グループ最終所属メンバー
| 名前         | よみ              | 生年月日               | 加入期 | 出身地   | 公式ブログ                                                             |
| ------------ | ----------------- | ---------------------- | ------ | -------- | ---------------------------------------------------------------------- |
| 井頭愛海     | いがしら まなみ   | 2001年3月15日（24歳）  | 01期   | 大阪府   | Manami Igashira（be amie） Manami's official blog（アメーバブログ）    |
| 犬塚しおり   | いぬづか しおり   | 2002年2月10日（23歳）  | 02期   | 愛知県   | 犬塚しおりオフィシャルブログ                                           |
| 尾碕真花     | おさき いちか     | 2000年12月2日（24歳）  | 01期   | 高知県   | イチブロ                                                               |
| 小澤奈々花   | おざわ ななか     | 1999年5月27日（26歳）  | 01期   | 新潟県   | 夢に向かって「謙虚さ」「誠実さ」「感謝の気持ち」                       |
| 門垣ひかる   | かどがき ひかる   | 1998年11月29日（26歳） | 02期   | 大阪府   | 門垣ひかるオフィシャルブログ                                           |
| 上水口萌乃香 | かみなぐち ほのか | 1999年5月16日（26歳）  | 01期   | 鹿児島県 | 萌乃香 Story〜笑顔はここから〜                                         |
| 川口ゆりな   | かわぐち ゆりな   | 1999年6月19日（26歳）  | 02期   | 宮崎県   | 川口ゆりなオフィシャルブログ                                           |
| 籠谷さくら   | こもりや さくら   | 1999年8月22日（25歳）  | 01期   | 兵庫県   | 籠谷さくらのさくらん♪らん♪らん                                         |
| 白鳥羽純     | しらとり はすみ   | 1999年3月10日（26歳）  | 01期   | 神奈川県 | 白鳥羽純オフィシャルブログ                                             |
| 末永真唯     | すえなが まい     | 1998年6月23日（27歳）  | 01期   | 神奈川県 | MaiのMaiにち日記                                                       |
| 田中珠里     | たなか しゅり     | 1998年12月14日（26歳） | 01期   | 京都府   | 珠里ドキドキ晴れ 笑顔+目力=珠里                                        |
| 長尾真実     | ながお まみ       | 1998年10月8日（26歳）  | 01期   | 兵庫県   | Mami's Diary everlasting〜未来への架け橋〜                             |
| 中里萌       | なかざと めぐむ   | 2000年12月14日（24歳） | 02期   | 東京都   | 中里萌オフィシャルブログ                                               |
| 藤江萌       | ふじえ もえ       | 1998年6月25日（27歳）  | 03期   | 大阪府   | 藤江萌オフィシャルブログ                                               |
| 松田莉奈     | まつだ りな       | 1999年5月2日（26歳）   | 01期   | 福岡県   | Heart Rina Rina Diary                                                  |
| 山木コハル   | やまき コハル     | 1998年9月19日（26歳）  | 01期   | 東京都   | Koharu's Diary                                                         |
| 山﨑紗彩     | やまさき さあや   | 1999年10月7日（25歳）  | 01期   | 東京都   | Saaya Yamasaki（be amie） 山﨑紗彩オフィシャルブログ（アメーバブログ） |

### 元メンバー
| 名前       | よみ            | 生年月日               | 加入期 | 出身地         | 卒業日        |
| ---------- | --------------- | ---------------------- | ------ | -------------- | ------------- |
| 西川美咲   | にしかわ みさき | 1994年9月14日（30歳）  | 01期   | 大阪府         | 2014年3月31日 |
| 佐川実優   | さがわ みゆ     | 1997年11月27日（27歳） | 01期   | 大阪府         | 2016年3月31日 |
| 瀬羅美咲   | せら みさき     | 1999年5月12日（26歳）  | 01期   | 大阪府         | 2016年3月31日 |
| 高橋るな   | たかはし るな   | 1997年12月21日（27歳） | 01期   | オーストラリア | 2016年3月31日 |
| 細井友里加 | ほそい ゆりか   | 1998年1月28日（27歳）  | 01期   | 神奈川県       | 2016年3月31日 |
| 若山あやの | わかやま あやの | 1997年11月7日（27歳）  | 01期   | オーストラリア | 2016年3月31日 |
| 泉川実穂   | いずみかわ みほ | 1998年11月20日（26歳） | 01期   | 愛知県         | 2017年4月16日 |
| 大西亜玖璃 | おおにし あぐり | 1997年5月2日（28歳）   | 01期   | 愛知県         | 2017年4月16日 |
| 吉本実憂   | よしもと みゆ   | 1996年12月28日（28歳） | 01期   | 福岡県         | 2017年9月17日 |
| 飯島未賀   | いいじま みか   | 1999年5月21日（26歳）  | 02期   | 神奈川県       | 2018年3月25日 |
| 髙村優香   | たかむら ゆうか | 1998年1月25日（27歳）  | 02期   | 栃木県         | 2018年3月25日 |

### 構成の推移
| 年月日         | 出来事                                                              | 増減 | 合計 |
| -------------- | ------------------------------------------------------------------- | ---- | ---- |
| 2013年1月28日  | オリジナルメンバー21名 選出                                         | 21   | 21   |
| 2014年3月31日  | 西川美咲 卒業                                                       | -1   | 20   |
| 2016年3月31日  | 佐川実優、瀬羅美咲、高橋るな、細井友里加、若山あやの 卒業           | -5   | 15   |
| 2016年4月2日   | 飯島未賀、犬塚しおり、門垣ひかる、川口ゆりな、髙村優香、中里萌 加入 | +6   | 21   |
| 2017年4月16日  | 泉川実穂、大西亜玖璃 卒業                                           | -2   | 19   |
| 2017年9月17日  | 吉本実憂 卒業                                                       | -1   | 18   |
| 2017年10月12日 | 藤江萌 加入                                                         | +1   | 19   |
| 2018年3月25日  | 飯島未賀、髙村優香 卒業                                             | -2   | 17   |

## ディスコグラフィ
作品のリリースイベントについては、「X21 avex OFFICIAL WEBSITE＞EVENT」を参照

### シングル
|    | リリース日     | タイトル                           | 週間最高順位 | 販売形態                                      | 商品コード                                                      | 備考                                                             |
| -- | -------------- | ---------------------------------- | ------------ | --------------------------------------------- | --------------------------------------------------------------- | ---------------------------------------------------------------- |
| 1  | 2014年3月19日  | 明日への卒業                       | 15位         | CD+DVD CD CD+Photo Book CD                    | AVCD-48946/B AVCD-48947 AVCD-48945 AVC1-48948                   | CD+DVD盤 CD盤 Photo Book盤 イベント会場限定盤                    |
| 2  | 2014年6月25日  | 恋する夏!                          | 9位          | CD+DVD CD CD+Photo Book ピクチャーレーベルCD  | AVCD-83000/B AVCD-83002 AVCD-83001 AVC1-83003                   | CD+DVD盤 CD盤 Photo Book盤 イベント会場限定盤                    |
| 3  | 2014年9月24日  | ハッピーアプリ                     | 11位         | CD CD+DVD CD CD+ミュージックカード            | AVCD-83050 AVCD-83051/B AVCD-83052 AVC1-83053 AQZ1-76662        | CD盤 CD+DVD盤 CD盤 CD+ミュージックカード盤                       |
| 4  | 2014年12月3日  | Xギフト                            | 21位         | CD CD+DVD CD ミュージックカード               | AVCD-83150/B AVCD-83151 AVC1-83152 AVC1-83153-65 AVQZ-76794-806 | CD+DVD盤 CD盤 mu-mo shop&イベント会場限定盤 ミュージックカード盤 |
| 5  | 2015年9月23日  | YOU-kIのパレード                   | 5位          | CD+DVD CD                                     | AVCD-83367/B AVCD-83368 AVC1-83369 AVC1-83370                   | CD+DVD盤 CD盤 mu-mo shop&イベント会場限定盤                      |
| 6  | 2015年12月2日  | マジカル☆キス                      | 10位         | CD+DVD CD                                     | AVCD-83411/B AVCD-83412 AVC1-83413 AVC1-83414                   | CD+DVD盤 CD盤 mu-mo shop&イベント会場限定盤                      |
| 7  | 2016年3月30日  | 約束の丘                           | 10位         | CD+DVD CD                                     | AVCD-83496/B AVCD-83497 AVC1-83498 AVC1-83499                   | CD+DVD盤 CD盤 mu-mo shop&イベント会場限定盤                      |
| 8  | 2016年7月27日  | 夏だよ!!                           | 15位         | CD+DVD CD                                     | AVCD-83631/B AVCD-83632 AVC1-83633 AVC1-83634                   | CD+DVD盤 CD盤 mu-mo shop&イベント会場限定盤                      |
| 9  | 2016年12月21日 | 鏡の中のパラレルガール             | 12位         | CD+DVD CD                                     | AVCD-83742/B AVCD-83743 AVC1-83744 AVC1-83745                   | CD+DVD盤 CD盤 mu-mo shop&イベント会場限定盤                      |
| 10 | 2017年8月16日  | 現実から逃げるから現実がツラいんだ | 6位          | CD+VR CD+DVD CD                               | AVCD-83902 AVCD-83903/B AVCD-83904 AVC1-83905 AVC1-83906        | CD+VR盤 CD+DVD盤 CD盤 mu-mo shop&イベント会場限定盤              |
| 11 | 2018年3月14日  | Friday Night Party                 | 9位          | CD+VR+スマプラ CD+DVD+スマプラ CD+スマプラ CD | AVCD-94015 AVCD-94016/B AVCD-94017 AVC1-94018 AVC1-94019        | CD+VR盤 CD+DVD盤 CD盤 mu-mo shop&イベント会場限定盤              |
| 12 | 2018年9月19日  | デスティニー                       | 8位          | CD+DVD CD                                     | AVCD-94142/B AVCD-94143 AVCD-94144 AVCD-94145                   | 初回限定生産盤A 初回限定生産盤B 初回限定生産盤C 通常盤           |

### アルバム
|   | リリース日    | タイトル    | 週間最高順位 | 販売形態 | 商品コード                                        |
| - | ------------- | ----------- | ------------ | --- | ------------------------------------------------- |
| 1 | 2015年4月29日 | 少女X       | 21位         | CD+DVD CD | AVCD-93078/B AVCD-93079                           |
| 2 | 2017年3月15日 | Beautiful X | 20位         | CD+VR CD+Blu-ray+スマプラミュージック+スマプラムービー CD+スマプラミュージック CD+VR+Blu-ray+スマプラミュージック+スマプラムービー+Photo Book | AVCD-93637 AVCD-93638/B AVCD-93639 AVC1-93640B〜C |

### 参加作品
| 発売日       | 作品名            | 参加楽曲          | 備考                                                                                                  |
| ------------ | ----------------- | ----------------- | --- |
| 2015年8月5日 | マジカル☆チェンジ | マジカル☆チェンジ | 長尾・籠谷（マジカル☆どりーみん名義） テレビ東京『ジュエルペット マジカルチェンジ』オープニングテーマ |

### 映像作品
- X21 FIRST LIVE & DOCUMENT vol.1（2015年3月18日、avex trax）

## 出演
籠谷・井頭のソロ活動については、それぞれ「籠谷さくら」「井頭愛海」の項を参照
全ての出演・掲載の一覧は、「オフィシャルサイト＞スケジュール」を参照

### 単独ライブ
- X21 ファーストプレミアムLIVE 〜X21!全員集合〜（2014年8月23日、Mt.RAINIER HALL SHIBUYA PLEASURE PLEASURE）
- X21 バレンタインスペシャルLIVE（2015年2月14日、AKIBAカルチャーズ劇場）
- X21 バレンタインスペシャルLIVE（2016年2月11日、Future SEVEN）
- X21 NEXT FUTURE STAGE vol.1〜3（2016年5月4日・6月5日・7月2日、Future SEVEN）
- X21 NEXT FUTURE STAGE 〜Second Season〜 vol.1〜3（2016年10月15日・11月13日・12月11日、原宿クエストホール）

### イベント
- X21 1stイベント（2013年5月26日、スパイラルホール）
- X21 2ndイベント（2013年7月13日、新宿アルタ）
- KAWAii!! NiPPON EXPO 2014（2014年5月10日、幕張メッセ）
- SUMMER SONIC 2014 SIDE-SHOW MESSE（2014年8月17日、幕張メッセ）
- Happy Jam in Osaka vol.15（2014年9月20日、なんでもアリーナ）
- ガールズ音楽祭 at 日比谷野音 2DAYS（2014年11月23日、日比谷野外音楽堂）
- 第4回アイドル横丁祭!!（2015年3月1日、新宿BLAZE）
- @JAM EXPO 2015（2015年8月29日、横浜アリーナ）
- SHIZUOKA COLLECTION 2015 Autumn/Winter（2015年9月19日、グランシップ）
- 池袋サンシャインシティ噴水広場リニューアルオープニングイベント（2016年4月29日、サンシャインシティ）
- @JAM×ナタリーEXPO 2016（2016年9月24日・25日、幕張メッセ 国際展示場9〜11ホール）
- @JAM PARTY vol.7（2016年10月9日、AKIBAカルチャーズ劇場）
- TOKYO IDOL FESTIVAL（2013年・2014年・2015年・2016年、お台場・青海特設会場）

### テレビ
- GO!オスカル!X21（2013年4月 - 2016年9月、テレビ朝日）[12]
- めざましテレビ イマドキ（2015年4月 - 2016年3月、フジテレビ） - 山﨑
- NHK高校講座 数学I（2015年4月 - 2016年3月、NHK Eテレ） - 山﨑
- NHK高校講座 簿記（2016年4月 - 2017年3月、NHK Eテレ） - 松田
- きみだけTV（2016年10月 - 2017年3月、日本海テレビ）
- オスカル!はなきんリサーチ（2016年10月 - 、テレビ朝日）
- NHK高校講座 コミュニケーション英語I（2017年4月 - 、NHK Eテレ） - 犬塚
- テストの花道 ニューベンゼミ（2017年4月 - 2018年3月、NHK Eテレ） - 尾碕

### テレビドラマ
- 私の青おに（2015年11月18日、NHK BSプレミアム） - 白鳥（内田琴美 役）
- 信長燃ゆ（2016年1月2日、テレビ東京） - 白鳥（若草の君 役）
- タクシードライバーの推理日誌39（2016年3月26日、テレビ朝日） - 尾碕（島本エリカ 役）
- 仰げば尊し（2016年7月17日 - 9月11日、TBS） - 白鳥（白浜羽純 役）
- 刑事犬養隼人（2016年9月24日、テレビ朝日） - 田中（宮野みづほ 役）
- 広域警察8（2017年1月14日、テレビ朝日） - 尾碕（沢村美沙 役）
- バイプレイヤーズ 〜もしも名脇役がテレ東朝ドラで無人島生活したら〜（2018年2月28日、テレビ東京） - 川口・田中（川口ゆりな（本人）・田中珠里（本人） 役）※工藤綾乃と共に“島オスカー”として3人で出演

### ラジオ
- X21 吉本実憂の午前1時のシンデレラ→X21 吉本実憂 午前4時のシンデレラ（2013年4月5日 - 2016年3月27日、文化放送）
- X21 吉本実憂カラフルボックス（2013年4月6日 - 2016年9月24日、ラジオ日本）
- X21 吉本実憂と井頭愛海の美少女X2（2013年4月7日 - 2016年9月26日、ニッポン放送）
- X21 末永真唯・松田莉奈 すえまつ`のこでいいじゃん!?（2016年7月 - 、ソラトニワ原宿） - 末永・松田
- うしみつドキドキ! 犬塚しおりと○○と のんびリラックスラジオ♪（2017年4月 - 6月、CBCラジオ） - 犬塚・X21メンバー2名
- NHK高校講座 英語表現I（2017年4月 - 、NHKラジオ第2） - 川口
- X21 iッChaina（2017年12月 - 、Himalaya）[7] - 門垣・X21メンバー

### 専属モデル
- ピチレモン（2012年7月号 - 2015年12月号、学研プラス） - 山﨑[13]
- Seventeen（2013年3月号 - 2017年4月号、集英社） - 末永[13]